# Ri Ul-sol
Ri Ul-sol (* 14. September 1921; † 7. November 2015) war ein nordkoreanischer Politiker der Partei der Arbeit Koreas (PdAK) sowie Marschall der Koreanischen Volksarmee, der unter anderem zwischen 1980 und 2010 Mitglied der Zentralen Militärkommission, von 1990 bis 2003 Mitglied der Nationalen Verteidigungskommission der Obersten Volksversammlung der Volksrepublik Korea, der Obersten Führungsorganisation der Regierung, sowie zwischen 1996 und 2003 Kommandeur des Obersten Gardekommandos war.

## Leben
Ri Ul-sol erhielt seine militärische Ausbildung in Wladiwostok sowie in Chabarowsk und schloss sich Ende der 1930er Jahre den Partisaneneinheiten von Kim Il-sung an. Er war später Absolvent der Staatlichen Militärakademie „Michail Wassiljewitsch Frunse“. Nach seiner Rückkehr wurde er 1948 Kommandeur eines Regiments der Koreanischen Volksarmee und danach 1950 Chef des Stabes der 4. Division. Während des Koreakrieges wurde er 1951 Kommandeur des zur 15. Division gehörenden 3 Regiments. Nach seiner Beförderung zum Generalmajor 1957 wurde er Kommandeur einer Division sowie nach seiner Beförderung zum Generalleutnant 1962 Kommandierender General des V. Armeekorps. Am 8. Oktober 1962 wurde er zudem erstmals zum Deputierten der Obersten Volksversammlung gewählt, der er bis 2014 angehörte.
Im März 1968 wurde Generalleutnant Ri Kommandierender General des I. Armeekorps sowie auf dem V. Parteitag der PdAK 1970 erstmals Mitglied des Zentralkomitees der PdAK, dem er bis zu seinem Tode angehörte. 1972 wurde er zum Generaloberst befördert und übernahm abermals den Posten des Kommandierenden General des V. Armeekorps. 1975 wurde er Erster Sekretär des Parteikomitees der Provinz Hamgyŏng-namdo und 1980 zudem Mitglied der Zentralen Militärkommission, der er bis 2010 angehörte. 1982 wurde ihm der Kim Il-sung-Orden verliehen. Zudem übernahm er 1982 den Posten als stellvertretender Kommandeur des Gardekommandos und als Leiter der dortigen Abteilung für Leibwachen und Begleitung, die für die Sicherheit von Kim Il-sung, dessen Familie und anderer hoher Staats- und Parteifunktionäre zuständig war.
Ri Ul-sol wurde 1984 Direktor des Amtes für Staatssicherheit und erhielt als solcher 1985 auch seine Beförderung zum General. 1990 wurde er erstmals Mitglied der Nationalen Verteidigungskommission der Obersten Volksversammlung der Volksrepublik Korea, der Obersten Führungsorganisation der Regierung. 1992 wurde er zum Vizemarschall befördert und des Weiteren zweifach mit dem Orden Held der Volksrepublik Korea ausgezeichnet. 1994 gehörte er zu den Mitgliedern des Beisetzungskomitees für Kim Il-sung, ebenso wie 1995 zum Beisetzungskomitee für Marschall O Chin-u. 1995 wurde ihm zusammen mit Choe Kwang der Rang eines Marschall der Koreanischen Volksarmee verliehen, womit er nach O Jin-u 1992 erst der dritte Angehörige der Volksarmee war, dem dieser Dienstgrad verliehen wurde. 1996 wurde er Kommandeur des Obersten Gardekommandos und bekleidete diese Funktion bis 2003, woraufhin Generaloberst Yun Jong-rin seine Nachfolge antrat. 1997 wurde er abermals mit dem Orden Held der sozialistischen Arbeit und dem Orden der Nationalflagge Erster Klasse geehrt. 
Ri erhielt während seiner militärisch-politischen Laufbahn unter anderem zwei Mal den Titel Held der Volksrepublik Korea, drei Mal den Kim Il-sung-Orden, den Kim Jong-il-Orden, 15 mal den Orden der Nationalflagge Erster Klasse sowie zehn Mal den Orden für Freiheit und Unabhängigkeit.